# Philip Lombardo
Filippo Lombardo, detto Benny squint, e cockeyed Phil (New York, 6 ottobre 1908 – Hollywood, 29 aprile 1987), è stato un mafioso statunitense, potente boss della famiglia Genovese.

## Biografia
Filippo Lombardo nasce a New York, il 6 ottobre 1908, da una famiglia di immigrati siciliani. Diventato “uomo d'onore” della famiglia Luciano all'inizio degli anni trenta, inizia la sua carriera come soldato nella decina guidata da Michael Coppola, nel quartiere di East Harlem. Durante gli anni quaranta Lombardo passa un breve periodo di tempo in carcere per traffico di stupefacenti, resterà il suo unico arresto in tutta la sua vita. A causa dello spessore dei suoi occhiali verrà soprannominato: Benny squint.
Nel 1959 il boss della famiglia Vito Genovese, viene condannato ad una lunga pena detentiva in carcere. Tuttavia Genovese nomina una serie di capi fedeli soltanto a lui, per gestire e mantenere il controllo della famiglia dal carcere. Forma una specie di triumvirato con Anthony Strollo come boss reggente, Jerry Catena sempre come vicecapo, e Michele Miranda sempre come consigliere, con il supporto di due dei più fedeli capidecina che sono Thomas Eboli e lo stesso Lombardo. Nel 1962 Strollo scompare di lupara bianca, e viene sostituito come boss reggente da Tommy Eboli. Ma nel 1972 lo stesso Eboli viene assassinato, Miranda muore di cause naturali e Catena si ritira a vita privata nella sua residenza in Florida.
Così Lombardo diventa il capo della famiglia, con Anthony Salerno come consigliere, e Vincent Gigante come vicecapo, che assieme a suo fratello Mario Gigante erano stati soldati nel gruppo di Thomas Eboli, e alla morte di quest'ultimo i due fratelli erano diventati figure molto potenti all'interno della famiglia. Tuttavia Lombardo escogita un sistema per rimanere indenne dalle indagini delle forze di polizia e dell'FBI, nominando come boss di facciata Frank Tieri. Ma alla morte di Tieri per cause naturali nel 1981, Lombardo nomina come boss di facciata Anthony Salerno, mentre continua ad allevare come suo futuro erede alla guida della cosca il suo vice Vincent Gigante. Nel 1981 Lombardo viene ricoverato per alcuni mesi in ospedale, a causa di un infarto, così incomincia a distaccarsi progressivamente dagli affari, affidando il vero potere al suo pupillo Vincent Gigante con Salerno sempre come Boss di facciata.
Secondo le dichiarazioni rese dal pentito Vincent Cafaro all'FBI, Lombardo era diventato ufficialmente il capo della famiglia già nel 1969 alla morte di Vito Genovese, utilizzando come boss di facciata sia Thomas Eboli prima e Frank Tieri poi. Nel 1980 Lombardo da dietro le quinte con Tieri e Gigante a fare da ambasciatori, aveva incoraggiato e supportato alcuni importanti membri della famiglia di Philadelphia, a ribellarsi e uccidere il loro boss Angelo Bruno. Lombardo nei mesi invernali risiedeva nella sua residenza in Florida.
Alla fine del 1982 le condizioni di salute di Lombardo, continuano a peggiorare, così decide di ritirarsi definitivamente dalle scene nominando Vincent Gigante boss della famiglia Genovese. Il suo ex allievo continuerà a mantenere come boss di facciata Salerno fino alla condanna all'ergastolo che quest'ultimo riceverà nel 1986.
Per circa 12 anni Lombardo fu il vero capo della famiglia Genovese, allontanando da sé i sospetti delle autorità giudiziarie sul suo vero ruolo svolto all'interno dell'organizzazione.
Lombardo muore di cause naturali nell'aprile del 1987 all'età di 78 anni nella sua residenza in Florida.